# Bratstvo i jedinstvo
Bratstvo i jedinstvo (srp. ćirilica: Братство и јединство, mak. Братство и единство, slov. Bratstvo in enotnost, alb. Bashkim dhe Vëllazërim, mađ. Testvériség és egység) je bio poznati slogan i dogma Saveza komunista Jugoslavije, skovan za vrijeme Drugoga svjetskog rata u Jugoslaviji, a kasnije i jedan od gesla SFR Jugoslavije. Izraz je trebao opisivati bratski odnos između svih »naroda i narodnosti« u Jugoslaviji, kao i jednakost svih građana u socijalizmu.
Za „osobite zasluge u širenju bratstva među narodima i narodnostima, u stvaranju i razvijanju političkog i moralnog jedinstva naroda” dodjeljivao se i Orden bratstva i jedinstva u dva stupnja, kojeg je ustanovio Josip Broz Tito 15. kolovoza 1943.
Također, diljem Jugoslavije, „Bratstvo i jedinstvo” bilo je ime mnogih škola, tvornica, folklornih i sportskih društava te je po njemu nazvana autocesta koja je spajala Ljubljanu, Zagreb, Beograd i Skoplje.
Kao jedna od tri glavne dogme ideologa titoizma bratstvo i jedinstvo trebalo je predstavljati riješene međunarodnosne odnose u Jugoslaviji.
U doba „Bratstva i jedinstva” Hrvati su u brojnim javnim službama i vodećim pozicijama, kao primjerice u policiji, u vojsci bili zastupljeni u daleko manjem broju nego što su to po broju pučanstva ravnomjerno mogli biti. 
Godine 1969. u vrijeme pojave hrvatskog proljeća Hrvati su činili u saveznoj upravi države 8,6 % osoblja, iako je njihov udio u SFRJ bio 22 %. Srba je u upravi bilo 73,6 % iako je njihov udio u stanovništvu iznosio 39,6 %.U upravnim strukturama savezne drzave je bilo 7,2 % Crnogoraca, dakle gotovo kao Hrvata. U JNA je u časničkoj strukturi bilo 62,5 % Srba a Hrvata 10,4 %.
Osobe koje bile politički odstupljale od komunističkog jednoumlja i bili drukčijeg mišljenja kao disidenti, jugoslavenski režim je zbog „napada na bratsvo i jedinstvo“ osuđivao na dugogodišnje kazne tijekom politički montiranih sudskih postupaka kao primjerice Marka Veselicu, Franju Tuđmana, Brunu Bušića i brojne druge.
Velikosrpski miting na Petrovoj gori 4. ožujka 1990. službeno je nosio naziv »Narodni zbor bratstva i jedinstva«.